# Mori Tomohiro
Tomohiro Mori (sinh ngày 6 tháng 8 năm 1974) là một cầu thủ bóng đá người Nhật Bản.

## Sự nghiệp câu lạc bộ
Tomohiro Mori đã từng chơi cho Gamba Osaka.